# Mitsubishi Neptune
Двигатели Mitsubishi серии 4G4 или Neptune — рядные четырёхцилиндровые бензиновые двигатели внутреннего сгорания, производящиеся Mitsubishi Motors с июня 1971 по 1981 год. Всего было выпущено 520000 двигателей.

## 4G41
- Объём — 1,4 л (1378 см3)
- Диаметр цилиндра x ход поршня — 76,5 мм × 75 мм
- Мощность: 
  - 86 л. с. при 6000 об/мин (с одинарным карбюратором)
  - 95 л. с. при 6300 об /мин (Galant FTO, двойной карбюратор)
  - 28 л. с. при 2700 об /мин для вилочного погрузчика FG15 1972 года
- Крутящий момент:
  - 115 Н·м при 4000 об/мин (с одинарным карбюратором)
  - 84 Н·м при 2000 об/мин на вилочном погрузчике FG15 1972 года[2]

## 4G42
- Объём — 1,2 л (1188 см3)
- Диаметр цилиндра x ход поршня — 71 мм × 75 мм
- Мощность — 70 л. с. (SAE) при 6000 об/мин
- Крутящий момент — 95 Н·м при 4000 об/мин